# Plattenbau

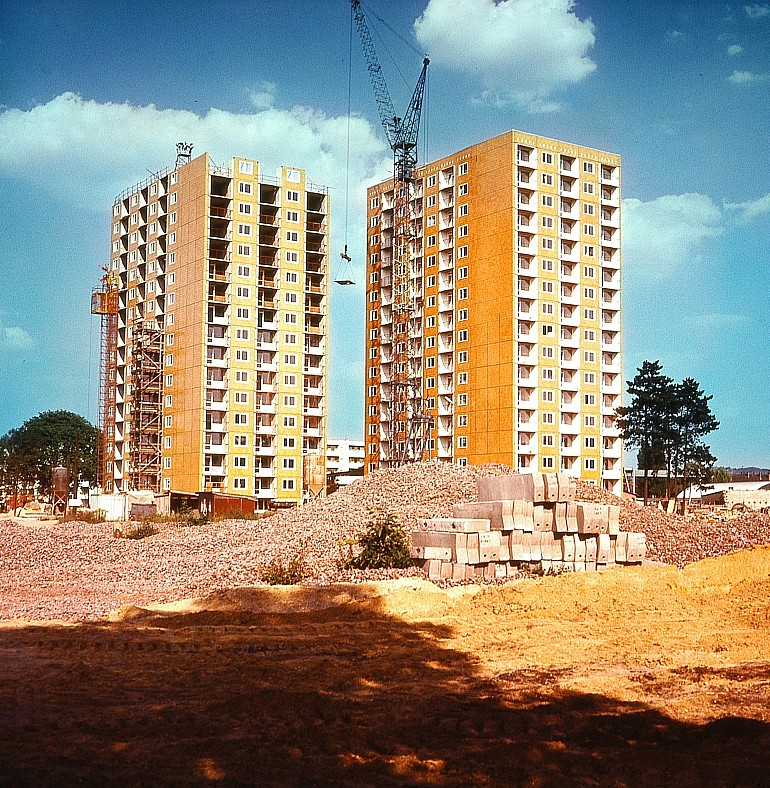
Assemblaggio degli edifici a Dresda (1972-1973)

Plattenbau (Sistema a Grandi Pannelli) (plurale: Plattenbauten) è una parola tedesca che indica un edificio costruito con pannelli prefabbricati, prevalentemente in calcestruzzo, utilizzati tanto per soffitti e pavimenti quanto per le pareti.
La parola è composta da "Platte" ("pannello") e "Bau" ("edificio"). Nel linguaggio comune con il termine "Plattenbau" ci si riferisce normalmente agli insediamenti residenziali di grandi dimensioni.
Per quanto sovente associata alla Repubblica Democratica Tedesca, dove effettivamente a partire dagli anni Sessanta fu adottata su larga scala per creare rapidamente nuove abitazioni in sostituzione di quelle distrutte dalla Seconda guerra mondiale, questa tecnica è in realtà diffusa in tutto il mondo, compresi i territori della Repubblica Federale Tedesca, specialmente nell'edilizia residenziale pubblica.

## Storia

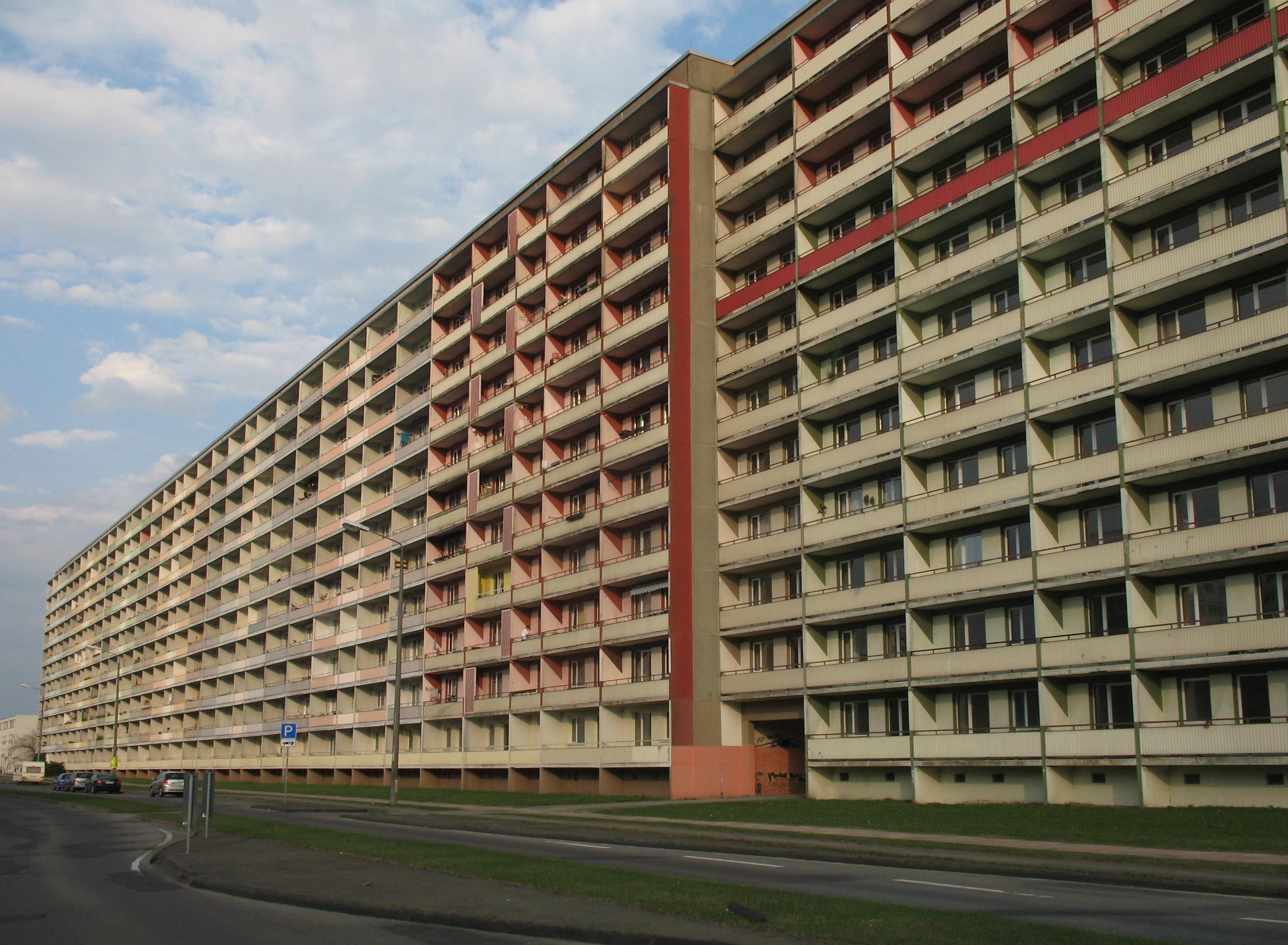
Plattenbau a Hoyerswerda

I primi esempi di prefabbricazione si ebbero nei Paesi Bassi nel primo dopoguerra sulla base delle metodologie costruttive sviluppate negli Stati Uniti. La prima costruzione Plattenbau in Germania si ebbe con il cosiddetto insediamento di Splanemann-Siedlung nel distretto di Lichtenberg, costruito tra il 1926 ed il 1930. Questi palazzi a due o tre piani furono assemblati con pannelli di calcestruzzo, ispirandosi al Betondorp di Watergraafsmeer, un sobborgo di Amsterdam.
In Germania dell'Est le aree costruite con Plattenbauten erano identificate come Neubaugebiet ("Aree di nuova edificazione"). Praticamente a partire dal 1960 tutti i nuovi edifici residenziali furono costruiti con questa tecnica, in quanto era un modo veloce e relativamente economico di colmare la grave penuria di abitazioni dovuta alle distruzioni dei bombardamenti aerei durante la Seconda guerra mondiale ed al forte afflusso di rifugiati dall'Est. Contemporaneamente, molti degli edifici più vecchi rimasti in piedi avevano i loro problemi, come ad esempio il riscaldamento ancora alimentato a carbone o l'assenza di acqua calda corrente. Man mano che questi edifici cadevano in rovina, molti dei loro abitanti si trasferirono nei nuovi Plattenbauten. Oggigiorno i Plattenbauten non sono più così ambiti, in gran parte per via del loro rapido deterioramento dovuto all'utilizzo di materiali e di tecniche veloci ed economiche, mentre il patrimonio immobiliare più vecchio è stato sottoposto ad una profonda rinnovazione oppure è stato sostituito con unità abitative più moderne.

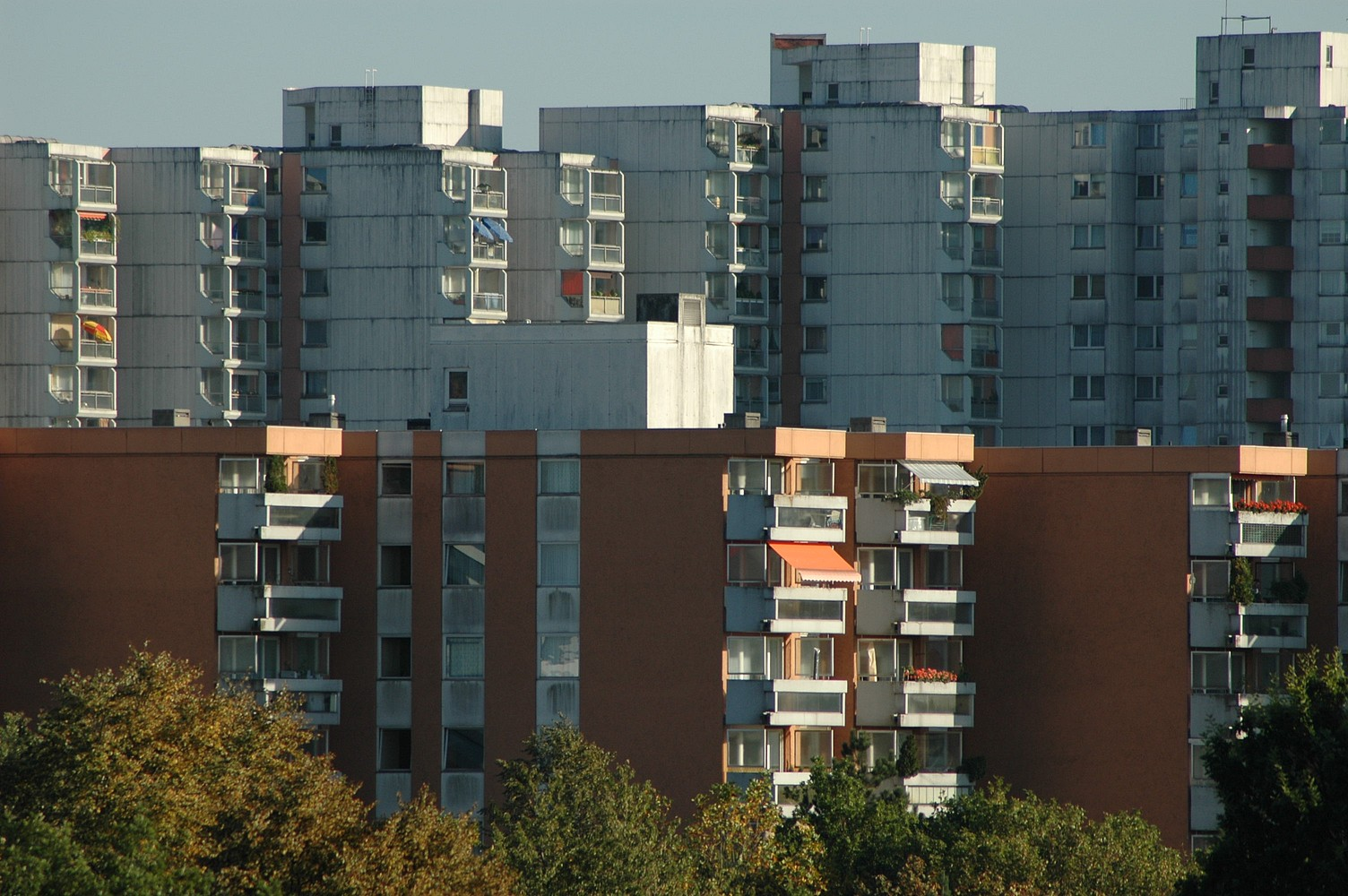
Plattenbau in Germania Ovest, a Monaco di Baviera-Neuperlach

C'erano diversi design di Plattenbau. Le serie più diffuse era la P2, seguita da WBS 70, WHH GT 18, e Q3A. Erano design flessibili che potevano essere realizzati sia in forma di torre che a schiera.
Ci sono stati anche progetti di Plattenbauten a bassa altezza, come la città di Bernau, poco a Nord di Berlino. Questa città aveva un centro storico quasi intatto formato prevalentemente da case a graticcio in legno, all'interno delle mura preservate. Gran parte di queste case fu abbattuta dopo il 1975 e durante gli anni Ottanta per essere sostituite da palazzi a due o quattro piani, costruiti con pannelli prefabbricati in calcestruzzo. Tuttavia quello che era concepito come "sviluppo" e "modernizzazione" oggi viene identificato come una disastrosa perdita culturale, con la città antica ormai rimpiazzata da squallidi edifici in cemento, in gran parte di mediocre qualità.
Per adattarsi alla chiesa medievale ed alla cinta muraria pressoché intatta, le case utilizzavano un design basato sulle piccole dimensioni, che poi aumentavano man mano che ci si allontanava dal centro. Un progetto simile fu quello del Nikolaiviertel attorno alla Chiesa di San Nicola nel centro storico di Berlino: in questo caso gli edifici furono pensati per dare l'idea di essere storici.

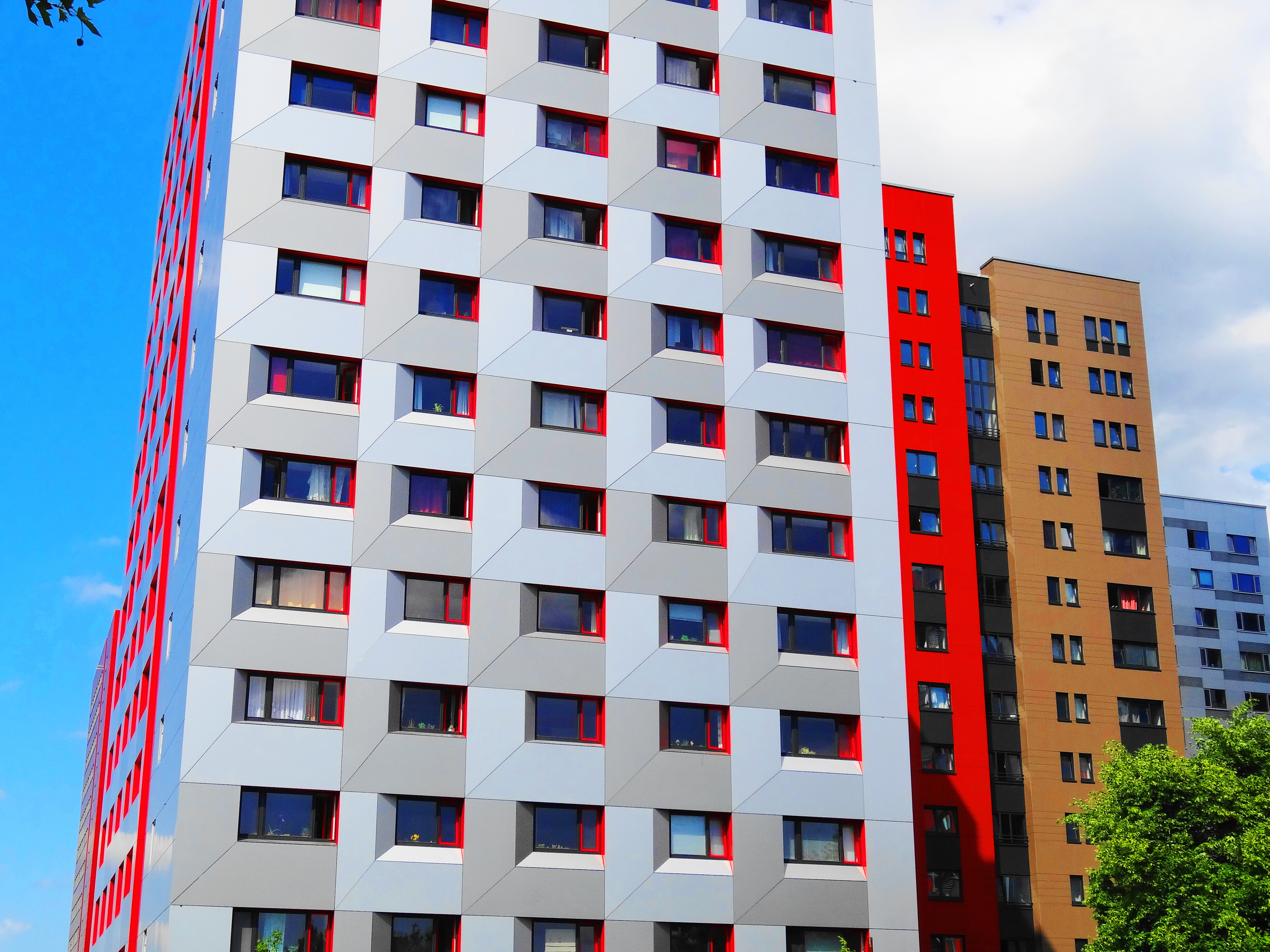
Plattenbau ammodernato a Dresda (2013)

Gli appartamenti nei Plattenbauten erano molto ambiti in Germania dell'Est, soprattutto perché non c'erano tante altre alternative ed essendo la principale alternativa gli edifici d'anteguerra, sovraffollati e cadenti, spesso con danni bellici ancora ben visibili per via della scelta politica nazionale di non intervenire per sanare il patrimonio immobiliare danneggiato. Dopo la riunificazione, l'effetto combinato di calo demografico, ristrutturazione di vecchi edifici e costruzione di nuovi, ha comportato ad alti tassi di sfitto, con alcune stime che parlano di circa un milione di appartamenti rimasti disabitati. Molti Plattenbauten furono costruiti in giganti insediamenti, spesso ai margini delle città (come Marzahn e Hellersdorf a Berlino e Halle-Neustadt), rendendoli dunque poco comodi dal punto di vista dell'ubicazione. La loro ubicazione poco favorevole è stata anche una concausa per il loro rapido deterioramento.
Mentre alcuni Plattenbauten sono stati ristrutturati con uno standard elevato, alcuni sono stati abbattuti: la mancanza di fondi ha comportato che molti di questi edifici fossero stati abbandonati poiché, senza un rinnovamento estensivo, già dopo pochi anni cominciavano a mostrare gravi segni di deterioramento per via dei materiali economici e di bassa qualità impiegati. Per via della loro natura modulare, alcune furono smantellate per essere costruite altrove.
Berlino Est conserva ancora molti Plattenbauten: reminiscenze della pianificazione residenziale del blocco orientale, con negozi e scuole in rapporto fisso rispetto al numero di residenti. L'architetto inglese David Chipperfield, berlinese adottivo, ha suggerito che l'aspetto piatto dei Plattenbauten non incentiva la gentrificazione e può dunque essere un fattore per preservare la continuità sociale per i residenti ed i loro quartieri.

## Tecnica

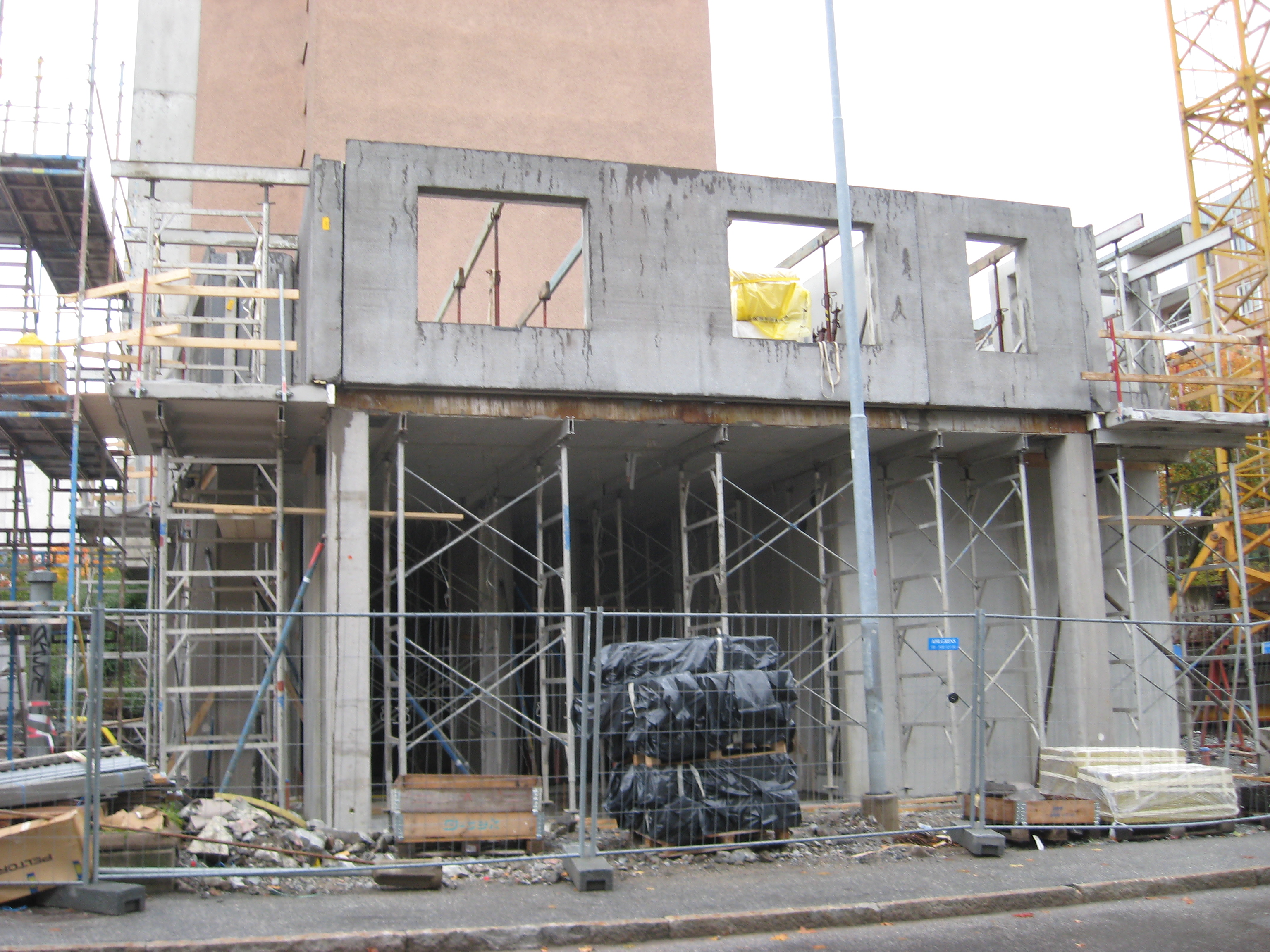
Costruzione di un edificio con pannelli prefabbricati in calcestruzzo (2009)

La tecnica del Plattenbau rientra nel gruppo delle costruzioni prefabbricate: in particolare viene utilizzata per realizzare edifici residenziali e commerciali attraverso dei pannelli di calcestruzzo pre-assemblati in fabbrica. L'assemblaggio viene poi effettuato direttamente sul posto. In alcuni casi vengono utilizzati pannelli prefabbricati soltanto per la facciata: in questi casi la struttura portante può essere prodotta convenzionalmente in calcestruzzo fatto sul posto o con una costruzione ad ossatura. I pannelli prefabbricati per facciate sono caratterizzati dal fatto di offrire particolari possibilità progettuali grazie all'impiego di cemento a vista (cemento bianco, cemento acidificato o cemento levigato). Sui pannelli per le pareti può essere impiegato anche un cappotto termico e l'intonaco. I pannelli per facciate si caratterizzano anche per longevità e bassi costi di manutenzione e vengono per questo usati molto spesso per i capannoni industriali.

### Vantaggi
Tra i vantaggi ci sono il fatto che numerose fasi del lavoro possono essere compiute al coperto, in fabbrica, dunque senza dover dipendere dalle condizioni meteorologiche. Un altro vantaggio è che il montaggio dell'edificio può essere fatto in tempi relativamente rapidi. Per questi motivi la tecnica del Plattenbau viene utilizzata specialmente in regioni in cui i periodi utili alla costruzione sono piuttosto brevi, come Svezia, Finlandia o Russia. Tra i vantaggi si annovera anche il fatto che la qualità dei pezzi prefabbricati può essere testata prima di impiegarli nel cantiere.

### Svantaggi
Tra gli svantaggi c'è il fatto che l'intero processo di pianificazione dell'edificio deve essere completato prima della produzione del prefabbricato nello stabilimento, compresa ad esempio la pianificazione dei servizi, in quanto le tubature, le prese per l'energia elettrica, le barre profilate e le piastre di saldatura per le successive installazioni tecniche devono essere già incorporate nella parte finita. Questo svantaggio è però di poco conto negli edifici costruiti su larga scala in modo standardizzato: ovviamente una grande standardizzazione a sua volta ha come svantaggio una scarsa possibilità di personalizzazione. I costi di realizzazione degli edifici è inoltre solitamente maggiore rispetto ad altri quali, ad esempio, quelli in muratura: una parete in cemento armato è infatti più costosa di una parete in muratura. Come sistema di supporto vengono solitamente utilizzati soltanto travi singole isostatiche, il che richiede l'impiego di una maggiore quantità di tondini. Sono richiesti anche ulteriori elementi di raccordo, che devono essere prodotti in acciaio inossidabile. I costi aumentano ancora se vengono impiegati dei pannelli a sandwich (pannelli a tre strati, dei quali quello centrale con funzione di isolante termico), in quanto è necessario serrare le giunture. Infine, il trasporto dei voluminosi pannelli per tratte a volte anche lunghe risulta più costoso del trasporto dei materiali impiegati nella costruzione convenzionale.